# Expiation

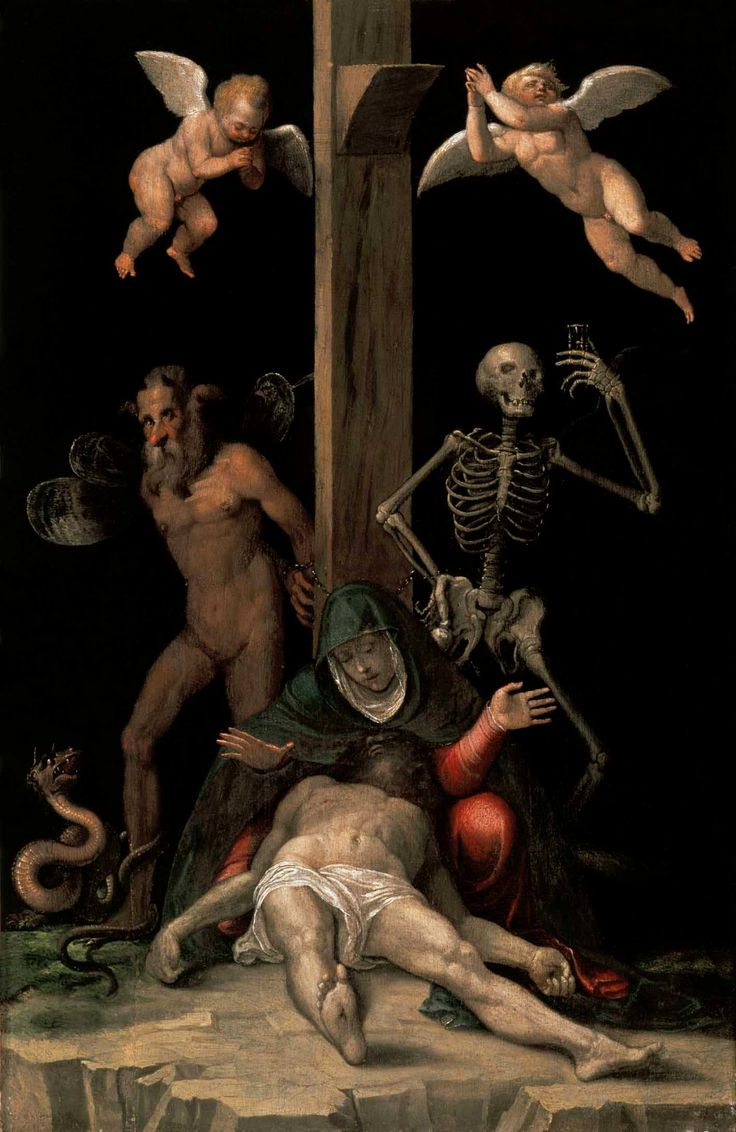
allégorie de la rédemption

Pour les articles homonymes, voir Expiation (homonymie).
L'expiation est une doctrine rencontrée au sein de religions telles que le judaïsme, le christianisme, l'islam et dans la religion du monde indien appelée jaïnisme. Elle décrit la façon dont le péché peut être pardonné par Dieu. 
Dans le judaïsme et l'islam l'expiation est le processus de pardon des transgressions. Elle était à l'origine accomplie à travers des rituels exécutés par un Grand Prêtre (Kohen Gadol), le jour le plus saint de l'année juive, Yom Kippour (le Jour de l'Expiation ou du Grand Pardon) pour les Juifs. Dans la théologie chrétienne, l'expiation fait référence au pardon des péchés à travers la mort de Jésus-Christ par la Crucifixion, laquelle a rendu possible la réconciliation entre Dieu et la création. Au sein du christianisme, trois théories principales existent à propos de la façon dont une telle expiation fonctionne : la théorie de la rançon, la théorie de la satisfaction et la théorie de l'influence morale.
Dans le jaïnisme suivant la branche shvetambara, un rituel dénommé pratikramana est pratiqué pour demander le pardon des fautes. Cette pratique fait partie des six devoirs quotidiens du moine-ascète. Les concepts de Dieu et de péché ne sont pas les mêmes qu'en occident. La confession des fautes se fait devant l'image d'un des Maîtres éveillés: un Tirthankara par exemple, et le croyant demande plus à l'Existence qu'à Dieu son pardon, notamment pour le non-respect envers toutes les formes de vie croisées dans la journée.

## Principes de l'expiation dans le christianisme
Les chrétiens ont utilisé trois métaphores différentes pour expliquer la façon dont l'expiation pourrait fonctionner. Les Églises et dénominations peuvent diverger selon la métaphore qu'elles considèrent conforme à leur point de vue théologique. Cependant, tous les chrétiens assurent que Jésus est le sauveur du monde et qu'à travers sa mort, les péchés de l'humanité ont été pardonnés. 
La première métaphore, résumée par la théorie de la rançon à Satan, fut avancée par le théologien du IVe siècle Grégoire de Nysse et basée sur des versets tels que Marc 10:45 : « Car le Fils de l'homme est venu (...) pour servir et donner sa vie comme la rançon de plusieurs. » Dans cette métaphore, Jésus libère l'humanité de l'esclavage de Satan et ainsi de la mort, en donnant sa propre vie comme rançon. La victoire sur Satan consiste à échanger les vies de l'imparfait (l'humanité) contre la vie du parfait (Jésus). Une variation de ce concept est connue sous le nom de la théorie de « Christus Victor » qui voit Jésus non pas utilisé comme une rançon mais plutôt triomphant de Satan dans une bataille spirituelle et libérant ainsi l'humanité esclave, de son geôlier. 
La seconde métaphore, développée par le théologien du XIe siècle Anselme de Cantorbéry, est appelée la théorie de la satisfaction. Selon cette image, l'humanité a une dette, non pas envers Satan, mais envers Dieu lui-même. Un souverain est capable de pardonner une insulte ou une offense en sa qualité personnelle, mais parce qu'il est souverain, il ne le peut pas si l'État a été déshonoré. Anselme affirmait que l'offense envers Dieu est si grande que seul un sacrifice parfait pouvait satisfaire à cette situation, et Jésus étant à la fois Dieu et homme, est ce sacrifice parfait. Une variation de cette théorie est celle de la « substitution pénale » qui est communément soutenue par les protestants. Au lieu de considérer le péché comme un affront à l'honneur de Dieu, cette théorie le voit comme une violation de la loi morale de Dieu. Mettant l'accent sur Romains 6:23 (le salaire du péché c'est la mort), la substitution pénale considère l'homme pécheur comme étant soumis au courroux de Dieu, et l'œuvre salvatrice de Dieu se substituant à la place du pécheur, supportant la malédiction à la place de l'homme (Galates 3:13). Une autre variante de cette métaphore est celle d'Hugo Grotius : la théorie gouvernementale. Celle-ci voit Jésus comme recevant une punition en tant qu'exemple public de jusqu'à quel point Dieu va pour faire respecter l'ordre moral. 
La troisième métaphore est celle de la guérison, associée à Pierre Abélard au XIe siècle et Paul Tillich au XXe siècle. Selon elle, la mort de Jésus sur la croix démontre l'étendue de l'amour de Dieu pour nous, et touchée par ce remarquable acte d'amour, l'humanité réagit et est transformée par la puissance du Saint-Esprit. Cette conception est adoptée par la plupart des théologiens libéraux sous le nom de théorie de l'influence morale. Elle forme aussi la base de la théorie de René Girard du « désir mimétique ».

### Principales théories en détail
Les principales théories de l'expiation sont présentées ci-dessous avec les différents théologiens qui ont contribué à leur élaboration.

#### Rançon et Christus Victor
- Grégoire de Nysse
- Origène
- Christus Victor : Gustave Aulén
- Récapitulation : Irénée de Lyon

#### Satisfaction
- Satisfaction divine : Anselme de Cantorbéry

#### Substitution
- Justin de Naplouse
- Eusèbe de Césarée
- Augustin d'Hippone
- Satisfaction pénale : Jean Calvin, calvinisme et imputation de la justice du Christ
- Repentance vicaire : John McLeod Campbell et Robert Campbell Moberly

#### Gouvernementale
- Hugo Grotius
- John Miley
- Henry Orton Wiley
- J. Kenneth Grider

#### Influence morale
- Pierre Abélard
- Hastings Rashdall

#### Bouc émissaire
- James Alison
- Gerhard Forde
- René Girard
- William Tyndale